# سرجیو آندرولی
سرجیو آندرولی (انگلیسی: Sergio Andreoli; ۳ مهٔ ۱۹۲۲ – ۱۸ مهٔ ۲۰۰۲) بازیکن فوتبال اهل ایتالیا بود.
از باشگاه‌هایی که در آن بازی کرده‌است می‌توان به باشگاه فوتبال رجینا، باشگاه فوتبال پروجا، و باشگاه فوتبال آ.اس. رم اشاره کرد.